# Freeport (Bahamy)
Freeport – miasto i strefa wolnocłowa na Bahamach, na wyspie Wielka Bahama. Leży nad cieśniną Northwest Providence Channel. Ludność wynosi 26 910 mieszkańców (2000). Drugie co do wielkości miasto kraju.
Znajduje się tu rafineria ropy naftowej, cementownia, port morski, port lotniczy i stocznia remontowa.
Miasto jest także znanym kurortem nadmorskim i ośrodkiem turystycznym.